# Bistra (Zágráb megye)
 Bistra  község Horvátországban Zágráb megyében. Közigazgatásilag Bukovje Bistransko, Donja Bistra, Gornja Bistra, Novaki Bistranski, Oborovo Bistransko és Poljanica Bistranska települések tartoznak hozzá. Központi települése Donja Bistra.

## Fekvése
Zágrábtól 15 km-re északnyugatra, a Korpona folyó és a Medvednica-hegység közötti dombos vidéken fekszik.

## Története
Bistra neve 1209-ben bukkan fel először írott forrásban II. András király oklevelében, melyben Bistrán kívül a Poljanica birtokot és a Szent Miklós plébániát is megemlíti. A mai plébániatemplomot 1631-ben építették. A gornja bistrai Orsich-kastélyt 1770 és 1775 között építette gróf Orsich II. Kristóf császári altábornagy Zágráb vármegye főispánja barokk stílusban. A gornja stubicai kastély a család téli, a gornja bistrai a nyári rezidenciájaként működött. A francia forradalmat követően a francia emigráns Carion gróf vásárolta meg. A család utolsó tagja 1939-ben a birtokkal együtt egy sunjai bőrgyárosnak a Kolar családnak adta el. 1946-ban államosították, majd 1959-ben gyermekkórháznak alakították át, melyet Zágráb városának költségvetéséből finanszíroztak. 1969-től a krónikus gyermekbetegségeket kezelő gyógyintézatként működik. Mintegy százötven egy és tizennyolc év közötti gyermeket gondoznak itt.
A községnek 2011-ben 6621 lakosa volt. 

## Nevezetességei
- Poljanica BistraSzent Miklós tiszteletére szentelt plébániatemploma 1631-ben épült barokk stílusban.
- A gornja bistrai Orsich-kastély 18. századi egyemeletes háromszárnyú barokk épület.
- Donja Bistra Szent Vendel tiszteletére szentelt kápolnája.

## Külső hivatkozások
- Bistra község hivatalos oldala
- A község információs portálja
- Az alapiskola honlapja